# Équipe cycliste Lygie

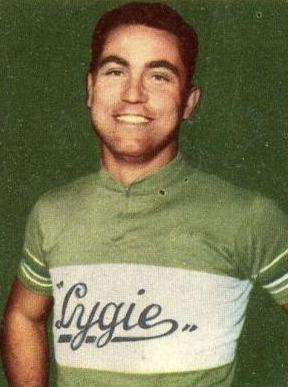
Mario Ghella, vêtu du maillot de l'équipe.

Lygie est une équipe cycliste italienne ayant existé entre 1922 et 1964 sur plusieurs périodes.
Créée par le fabricant de cycles du même nom, elle a été active durant les années 1922 et 1923, 1938 à 1940, 1946 à 1960 et 1963 et 1964. 

## Principaux résultats
- Tour de Toscane : Mario Vicini (1938), Vito Taccone (1963)
- Tour d'Ombrie : Giordano Cottur (1939)
- Tour du Latium : Mario Vicini (1939), Michele Motta (1947), Loretto Petrucci (1955)
- Milan-Turin : Italo De Zan (1947)
- Milan-San Remo : Loretto Petrucci (1953)
- Paris-Bruxelles : Loretto Petrucci (1953)
- Tour des Apennins : Aurelio Cestari (1957)

### Sur les grands tours
- Tour d'Italie
  - 8 participations (1922, 1938, 1939, 1940, 1947, 1948, 1963, 1964)
  - 11 victoires d'étapes :
    - 3 en 1938 : Marco Cimatti, Mario Vicini, Giordano Cottur
    - 1 en 1939 : Giordano Cottur
    - 1 en 1947 : Antonio Bevilacqua
    - 5 en 1963 : Vito Taccone (5)
    - 1 en 1964 : Marcello Mugnaini

  - 1 classement annexe : Vito Taccone (1963)
- Tour de France, Tour d'Espagne : pas de participation